# Едді Мансон
Едвард «Едді» Мансон — головний герой 4 сезону «Дивні дива», якого зіграв Джозеф Квінн.

## Біографія
Едді був учнем середньої школи Хокінс і лідером клубу «Пекельного Вогню», шкільного товариства, орієнтованого на гру Dungeons & Dragons. Він грав на електрогітарі в його групі Corroded Coffin і був другом Дастіна Хендерсона, Лукаса Сінклера та Майка Вілера.
У 1986 році Едді став свідком шокуючого надприродного вбивства Кріссі Каннінгем. Це спонукало його домагатися справедливості для Кріссі, об'єднавши зусилля з «Партією» та їхніми союзниками, щоб розслідувати причину вбивства. Едді також став мішенню хлопця Кріссі, Джейсона Карвера, який помилково вважав Едді її вбивцею, і згуртував членів своєї баскетбольної команди разом, щоб вистежити Едді.
Пізніше Едді та його друзі виявили, що «Векна» — гуманоїдна істота з альтернативного виміру під назвою «Навиворіт» — винна у смерті Кріссі та продовжує вбивати інших, подібних їй. Зрештою Едді зіграв на гітарі, щоб відвернути рій Векни Демобатів, коли інші розпочали штурм будинку Кріл; На жаль для хлопця, спроба виманити кажанів зрештою коштувала йому життя. У наступні дні Едді продовжували називати вбивцею і лідером культу, але Дастін втішив засмученого дядька Мансона, запевнивши його, що близькі Едді завжди пам'ятатимуть його іншим.

## Особистість
Едді був повним нонконформістським металістом. Хлопця ненавиділи ті, хто його не розумів, але любили ті, хто ним захоплювався. Едді подобалося грати в Dungeons & Dragons зі своїми друзями, і він мав значні знання про гру. Хлопець був керівником Hellfire Club. Через свою відданість грі Едді відмовився скасовувати будь-які кампанії та вимагав від членів його клубу шукати нових замінників для гри, якщо якийсь член клубу не міг бути присутнім на певному вечорі. Едді був надзвичайно добрим, відкритим і жартівником. Дастін згадав, що ніхто не був добрим з ним, Майком і Лукасом, коли вони почали свій перший рік, окрім Едді. Останньому було важко в школі, швидше за все, через поєднання його грубого походження та ексцентричної особистості, а не через низький інтелект. Незважаючи на те, що Едді був екстремальним, він відреагував жахом і панікою, коли побачив, як Векна понівечив Кріссі та Патріка.
Було показано, що він мав пристрасть до музики з тих пір, як почав грати на гітарі, розпізнаючи та роблячи посилання на рок і метал, які інші не розуміли.

## Відносини з персонажами
1. Вейн Мансон
Незважаючи на некерованість, Вейн не вірив, що Едді здатний на будь-яке з тих вбивств, у яких його звинувачували, і вважав, що його племінник був хорошою дитиною. Хоча Едді було старше 18 років, вважається, що Вейн був законним опікуном Едді. Він прокоментував, що його дядько багато годин працював на «заводі», щоб забезпечити їхнє мізерне господарство, але він ніколи не уточнював характер цієї роботи.
2. Дастін Хендерсон
Восени 1985 року Дастін навчався на першому курсі, і над ним майже всі знущалися, але він швидко подружився з Едді. З усіх учасників Едді та Дастін стали найближчими. У Навивороті Едді захистив Дастіна, відвернувши увагу демократів. Перед своєю смертю Едді змусив друга пообіцяти, щоб той ніколи не змінювався. Дастін зі слізьми пообіцяв Едді, що подбає про решту. Через два дні Дастін зустрівся з дядьком Едді, Вейном, і зі сльозами віддав йому гітарний медіатор Едді, проголосивши, що його племінник був героєм. Пізніше Дастін відчуває помітний жах, коли бачить, як спори з Навивороту падають на Гокінс, розуміючи, що жертва його друга була марною.
3. Еріка Сінклер
Едді та Еріка почали непросто, особливо наприкінці семестрової кампанії, коли Едді згадав про ганьбу Еріки серед групи, швидше за все через те, що Лукас скиглив про неї за її спиною. Але, погравши з нею, Едді став привітнішим до неї та був здивований її вмінням грати в D&D, а особливо її удачею з кидками D20.
4. Стів Гаррінґтон
Стів і Едді вперше почали спілкуватися з того моменту, коли Стів, Дастін та решта вирішили допомогти довести його не причетність до вбивства Кріссі. Пізніше Стіва під водою затягують в Навиворіт. А Ненсі, Робін і Едді кидаються за ним і рятують його від демобатів. Едді віддає Стіву свою куртку. Коли група йде лісом, Стів підходить до Едді та каже йому, що він хоче подякувати йому за порятунок. Той каже, що Стів
сам врятувався і порівняв його з Оззі Осборном, який відкусив кажану голову на сцені. Потім Едді зізнається, що довгий час не міг прийняти той факт, що Стів Гаррінґтон, багатий хлопець, був класним чуваком. Коли група вибралася з Навивороту, вони складають план вбивства Векни і вирішують вкрасти чужий фургон. Робін каже, що їй не подобається ідея про те, щоб Едді буде керувати автомобілем, але хлопець з усмішкою відповідає, що за кермом буде Стів.
Коли вони повертаються в Навиворіт, щоб вбити Векну, Стів звертається до Едді та Дастіна і каже їм, що якщо справи підуть не за планом, повернутися через портал і дозволити їм подбати про це. Стів починає відходити, але Едді зупиняє його і каже, щоб він помстився за все Векні.
5. Кріссі Каннінгем
Едді та Кріссі разом навчалися в середній школі Гокінса, і обидва брали участь у щорічному шоу талантів. У 1986 році, коли у Кріссі почалися видіння та вона страждала від поганого психічного здоров'я, вона попросила у Едді наркотики, щоб полегшити свої нерви. Після зустрічі Кріссі поїхала з Едді до його трейлера, щоб отримати сильніший наркотик. Поки Едді шукав припарати, Кріссі була проклята Векною через його галюцинації та впала у транс у своїй вітальні. Незабаром Едді став свідком того, як у Кріссі ламаються кінцівки та розтрощується череп.
6. Джейсон Карвер
І Джейсон, і Едді мали тривале суперництво. Ці двоє сильно не любили один одного через різні соціальні рівні. Потім Джейсон став ще більше одержимий Едді, коли виявив, що Кріссі вбили в трейлері останнього. Джейсон зібрав свою баскетбольну команду, щоб полювати на Едді, і вони зрештою це зробили, виявивши його на озері. Коли Джейсон став свідком смерті Патріка, він усе ще вірив, що це справа рук Едді, щиро вважаючи, що Едді має надприродні сили. Джейсон доручив всьому місту полювати на Едді.

## Цікаві факти
1. Точний вік і дата народження Едді є предметом суперечок:
- У 1 серії 4 сезону Едді згадує, що його двічі затримували під час навчання в середній школі, вказуючи на те, що він спочатку мав закінчити школу в 1984 році. Оскільки Стів закінчив школу в 1985 році, це, імовірно, означає, що Едді народився десь між 1965 і 1966 роками, а його вік — між 19 роками. і 20. Це також впливає на його рішучість нарешті закінчити навчання того року: йому не дозволять відвідувати навчання до двадцяти років, якщо він знову провалиться, і йому потрібно буде скласти іспит GED, щоб отримати диплом.
- Опис Едді під час кастингу 4 сезону говорить про те, що йому від 18 до 25 років.
- В одному з інтерв'ю Джозеф Квінн припустив, що Едді був у віці 20-21 рік.
- На розшукованому плакаті Едді вказано його вік 17, що, здається, є помилкою виробництва, враховуючи, наскільки вона суперечить іншій доступній інформації. Деякі стверджують, що Едді могло бути 17, якщо він пропустив два академічні роки. Ця теорія здається дещо малоймовірною, оскільки Едді постійно провалював останній курс через незацікавленість у навчанні, але її неможливо повністю спростувати.

2. У лівій задній кишені Едді носив чорну хустку із зображенням черепа. Багато представників метал-спільноти носять бандани в задніх кишенях як естетичний вибір, іноді в кишенях або обмотані навколо петлі для ременя. Такі відомі музиканти, як Джеймс Хетфілд із Metallica та Слеш із Guns 'N Roses, також носили хустинки в задніх кишенях, до яких, швидше за все, був легкий доступ, щоб витерти піт або відкинути волосся під час виступу. Едді видно з банданою на голові під час повернення до Навивороту у 9 серії 4 сезону. Деякі шанувальники припустили, що хустка Едді пов'язана з явищем 80-х років, коли члени ЛГБТК+ спільноти носили на тілі хустки або бандани з кольоровим кодом, щоб вказати на сексуальні уподобання.
3. Коли в інтерв'ю Джозефа Квінна запитали, чи могли б стосунки Едді Мансона і Стіва Гаррінґтона піти в романтичному плані, якби Едді дожив до п'ятого сезону, Джо, сказав: «Так».
4. Фургон, яким керує Едді, є GMC Gaucho G2500 1977 року.
5. Гітара, на якій грає Едді, — це гітара Rich NJ Warlock 1983 року випуску з тріскотливим червоним покриттям. Цю гітару любить відомий гітарист Слеш, її також часто використовують такі групи, як Sepultura, Poison, Dio, KISS, Slipknot, WASP, Static X, Mötley Crüe і Slayer. Джозеф Квінн зізнався, що розчарований тим, що йому не дозволили залишити гітару як сувенір на знімальний майданчик. Пізніше гурт Metallica подарував йому копію гітари Едді, чию пісню Master of Puppets він грав у 9 серії 4 сезону.
6. Едді був надзвичайно популярним персонажем, і його смерть засмутила багатьох шанувальників. Джозеф Квінн заявив, що був здивований, побачивши, наскільки популярним виявився Едді, і був зворушений до сліз під час конференції фанатів, коли зрозумів, який вплив Едді справив на фанатів.
7. Епізод «Дорогий Біллі» — єдиний епізод четвертого сезону, в якому не з'являється Едді.
8. У Едді були помітні татуювання на руках, одне з яких — рій кажанів. Едді також має чотири інші татуювання, як підтвердила візажист Емі Форсайт: одне із зображенням маріонетки на внутрішній частині правого передпліччя, одне із зображенням віверни на правому трицепсі, павук на лівій стороні грудей і череп під павуком.
9. Доля батьків Едді ніколи не уточнюється, оскільки Вейн, здається, єдиний близький родич Едді. Сам хлопець лише згадує свого батька і те, як він навчив Едді користуватись гарячою мережею.
10. Деякі шанувальники припускали, що Едді може повернутися в 5 сезоні. Теорія стверджувала, що Dungeons & Dragons — джерело псевдоніма Генрі Кріла, Векна — могло передбачити повернення Едді. У більшості версій історії Dungeons & Dragons лорд Векна зарахував Каса, вампіра, своїм лейтенантом; пізніше Кас зрадив Векну і відрубав йому руку й око.
Початкові теорії припускали, що Кас або еквівалент Kaс міг би зіграти роль у 5 сезоні. Інші теорії встановлювали зв'язок між Едді, Касом і Векною, вказуючи на смерть Едді в Навивороті, і його рання назва «Kaс».